# 西方航空2605號班機空難
西方航空2605號班機（WA2605，WAL2605）是由洛杉磯飛往墨西哥城的國際定期航班。1979年10月31日，1架註冊編號為N903WA的麥道DC-10執行該航班，在墨西哥城貝尼托·胡亞雷斯國際機場錯誤降落在1條關閉的跑道之後墜毀，導致機上72人和地面1人罹難，16人生還，該事故為墨西哥致死人數第3多的空難，僅次於墨西哥航空704號班機空難和墨西哥航空940號班機空難，也是涉及DC-10的第7多人死亡的事故。

## 經過
WA2605號班機於當地時間凌晨1點40分從美國洛杉磯機場起飛。墨西哥城機場有2條跑道：05R/23L和05L/23R，事發當天23L跑道正在維修，故2605號班機在凌晨5點42分被指示降落於23R跑道。當天早間墨西哥城有霧，但客機錯誤地降落在23L跑道，在準備復飛時，右邊起落架撞擊跑道上的1輛貨車並脫落，也擊中右側尾翼和升降舵。隨後，客機左翼撞擊距離跑道入口1500公尺處的挖土機，這架DC-10也撞入1座建築物並且爆炸起火。機上72人以及地面1人在事故中罹難。

## 外部連結
- Airliners.net上失事客機N903WA的照片 （页面存档备份，存于）